# Montauville
Montauville ist eine französische Gemeinde mit 1.089 Einwohnern (Stand: 1. Januar 2022) im Département Meurthe-et-Moselle in der Region Grand Est (vor 2016: Lothringen). Sie gehört zum Arrondissement Nancy und zum Kanton Pont-à-Mousson. Die Einwohner werden Montauvillois genannt.

## Geografie
Montauville liegt etwa 26 Kilometer nordnordwestlich von Nancy. Umgeben wird Montauville von den Nachbargemeinden Norroy-lès-Pont-à-Mousson im Norden, Pont-à-Mousson und Maidières im Osten, Blénod-lès-Pont-à-Mousson im Südosten, Jezainville im Süden, Martincourt im Südwesten, Mamey im Südwesten und Westen sowie Fey-en-Haye im Westen und Nordwesten.
Die Gemeinde liegt im Regionalen Naturpark Lothringen.

## Bevölkerungsentwicklung
| Jahr                       | 1962 | 1968 | 1975 | 1982 | 1990 | 1999 | 2006 | 2019 |
| Einwohner                  | 700  | 793  | 846  | 951  | 1078 | 1092 | 1162 | 1078 |
| Quellen: Cassini und INSEE |      |      |      |      |      |      |      |      |

## Sehenswürdigkeiten
- Kirche Sainte-Marie-Madeleine aus dem 19. Jahrhundert
- Französischer Nationalfriedhof aus dem Ersten Weltkrieg

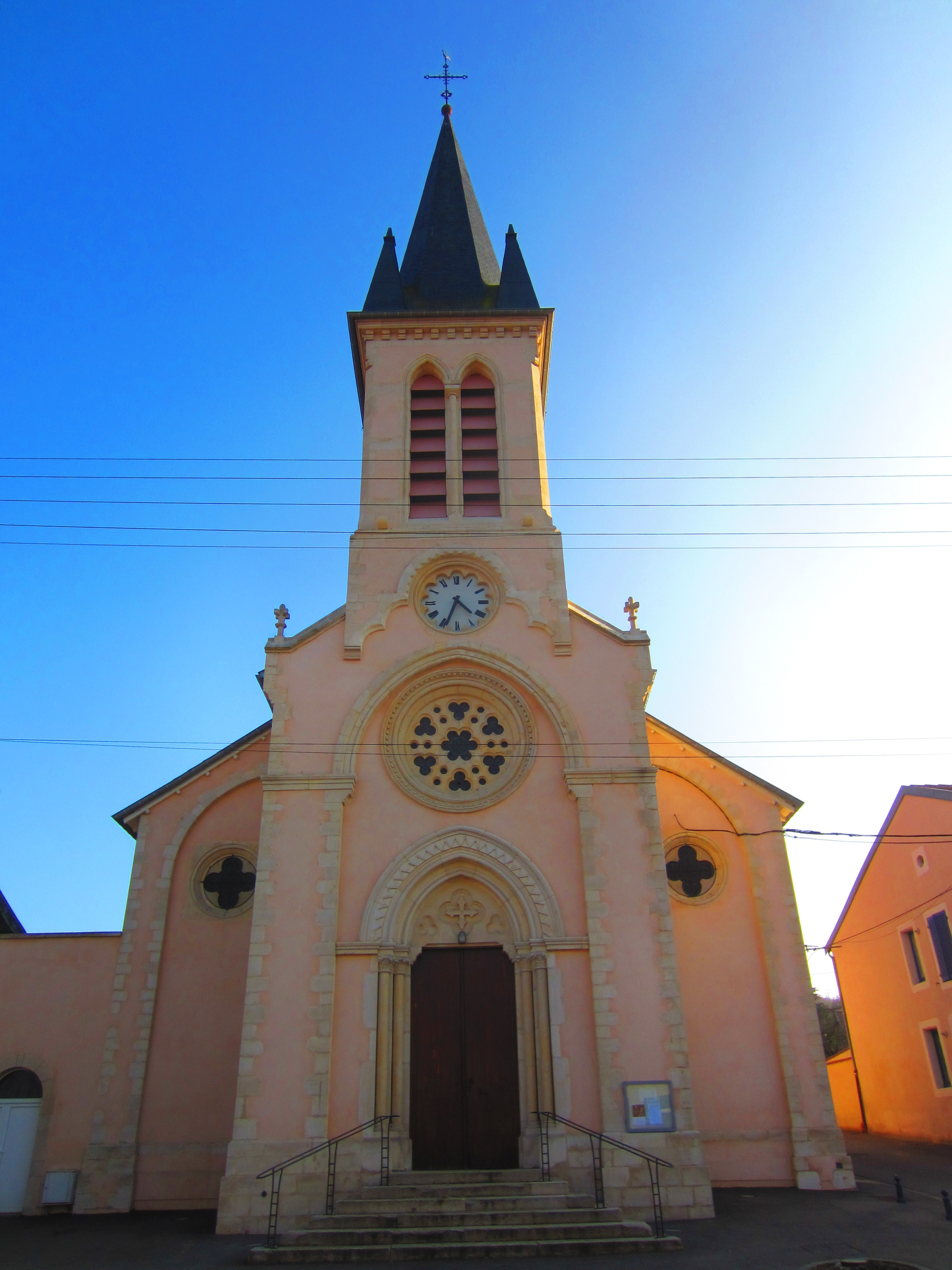
Kirche Sainte-Marie-Madeleine
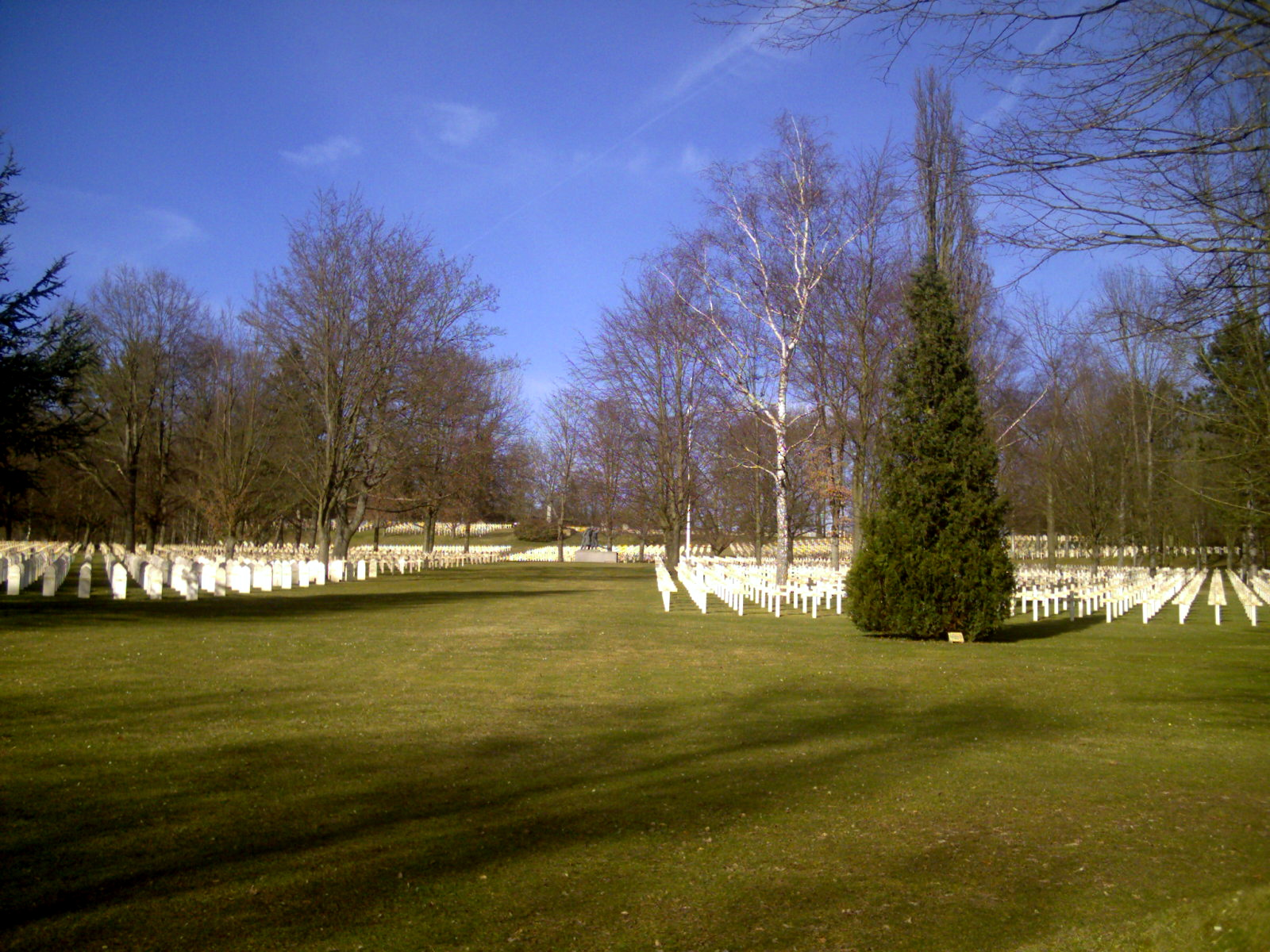
Französischer Nationalfriedhof